# والتر سميث
     لشخصية أخرى تحمل اسم والتر سميث، طالع والتر سميث (توضيح).

والتر سميث (بالإنجليزية: Walter Smith)‏ (و. 1948  م) هو مدرب ولاعب كرة قدم سابق إسكتلندي، من المملكة المتحدة، لعب خلال مسيرته الاحترافية كمُدَافِع. ودرب المنتخب الإسكتلندي ما بين 2004 و2007.

## وصلات خارجية
- والتر سميث على موقع قاعدة بيانات كرة القدم.إي يو (الإنجليزية)
- والتر سميث على موقع Soccerbase.com (لاعب) (الإنجليزية)
- والتر سميث على موقع Soccerbase.com (مدرب) (الإنجليزية)
- والتر سميث على موقع عالم كرة القدم.نت (الإنجليزية)